# Hans-Jürgen Kreische
Hans-Jürgen «Hansi» Kreische (Dresde, 19 de julio de 1947) es un futbolista alemán retirado. Jugó en la DDR-Oberliga, la categoría de fútbol más alta de la República Democrática Alemana, con el Dinamo Dresde, donde consiguió cinco campeonatos ligueros y una copa de fútbol de la RDA. También logró la medalla de Bronce en los Juegos Olímpicos de Múnich del año 1972.

## Inicios
Hijo del futbolista Hans Kreische, jugador del Dresdner SC antes de la Segunda Guerra Mundial, y del Dinamo Dresde en la década de 1950. Su familia vivió hasta 1950 en Dresde, después en Berlín Oeste, y entre 1951 y 1954 en Heidelberg, dependiendo de los equipos en los que jugara el padre. En 1954 regresó la familia a Dresde, y allí Hans-Jürgen ingresó en el Dinamo Dresde a la edad de diez años, donde jugó en todas las categorías inferiores, a veces entrenado por su padre. En 1965 fue convocado por la selección junior de su país; el 17 de marzo disputó su primer partido internacional. En el encuentro RDA-Austria (2:0) jugó como centrocampista por la banda derecha junto a los que luego serían sus compañeros en la Selección de fútbol de Alemania Democrática, Jürgen Sparwasser y Jürgen Croy. En ese año disputó cinco partidos del torneo juvenil de la UEFA; en la final frente a Inglaterra anotó el gol del 3:2 que daba la victoria a su equipo jugando de delantero por la derecha. Entre los años 1966 y 1969 disputó siete partidos con la selección junior.

## Comienzos en la DDR-Oberliga
Debutó en la liga con 17 años; lo hizo en el undécimo partido contra el SC Leipzig el 29 de noviembre de 1964, y anotó el gol de la victoria en el minuto 90 jugando como delantero izquierdo. Fue el único partido que disputó en la DDR-Oberliga esa temporada, en la que jugó el resto de partidos en las categorías inferiores. En la temporada 1965-66 empezó a jugar en la novena jornada, y disputó dieciocho encuentros como delantero derecho y anotó un gol. En la siguiente temporada marcó ocho goles en 21 partidos y fue el máximo anotador de su equipo. En la temporada 1967-68 su equipo descendió a la DDR Liga, categoría en la tuvo que jugar Kreische un año. Con 18 goles en 22 partidos fue decisivo en el ascenso de su equipo a la primera división.

## Selección nacional

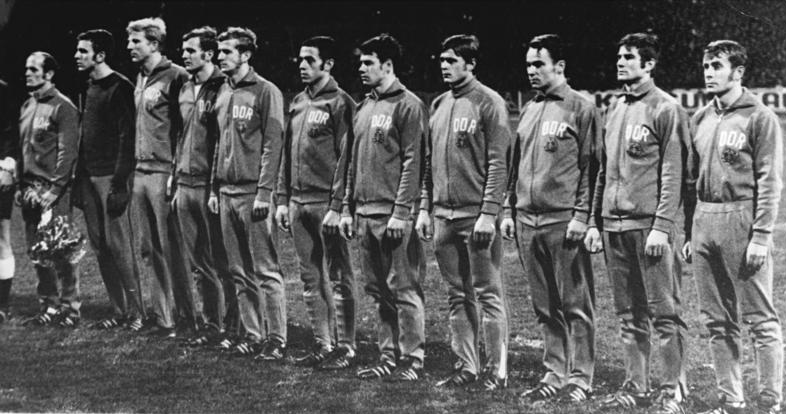
Selección de fútbol de Alemania Democrática en el año 1970. De izquierda a derecha: Otto Fräßdorf, Jürgen Croy, Klaus Sammer, Frank Gansera, Hans-Jürgen Kreische, Michael Strempel, Eberhard Vogel, Lothar Kurbjuweit, Henning Frenzel, Peter Ducke y Peter Rock.

Fue convocado para la Selección de fútbol de Alemania Democrática durante la temporada 1967-68. Debutó el 2 de febrero de 1968, en un encuentro que finalizó con empate a dos ante Checoslovaquia, durante un torneo celebrado en Santiago de Chile; al igual que en su debut en la DDR-Oberliga, anotó un gol. Desde 1969 fue un habitual en las convocatorias de la selección. Entre 1969 y 1973 disputó trece encuentros clasificatorios para Eurocopa y Copa Mundial de Fútbol, donde la selección de la RDA logró clasificarse para la Copa Mundial de Fútbol de 1974. De los seis partidos disputados por la RDA en ese campeonato, Kreische jugó en tres, incluido el famoso partido contra la República Federal Alemana, donde Alemania Oriental ganó por 1:0. Debido a las lesiones, de los siguientes doce partidos del combinado alemán, Kreische solo pudo jugar en cinco. Su último partido internacional fue el 31 de julio de 1975 en Otawa. En encuentro finalizó con una victoria 7:1 ante Canadá, y Kreische fue sustituido en la segunda parte por Wolfgang Seguin.
Disputó durante ocho años cincuenta partidos internacionales, y anotó 25 goles.
En la Selección Olímpica de Fútbol de la RDA jugó entre 1967 y 1972 diez encuentros. Disputó los seis partidos de los Juegos Olímpicos de Múnich de 1972. Jugó como centrocampista izquierdo y consiguió la medalla de bronce.

## Época destacada en la DDR-Oberliga
Después de ascender a la DDR-Oberliga, en la temporada 1969-70 jugó como centrocampista. A pesar de marcar solo seis goles en 26 partidos, volvió a ser el máximo goleador de su equipo. A pesar de su posición en el campo, en la siguiente temporada anotó 17 goles en 23 partidos y se convirtió en el máximo goleador de la liga, éxito que repetiría en los años 1972, 1973 y 1976. Esa misma temporada su equipo conquistó el doblete, liga y copa. Durante varios años fue el capitán del Dynamo. Consiguió con su equipo nuevos campeonatos ligueros, los de los años 1973, 1976, 1977 y 1978, y en 1973 fue elegido mejor jugador del año en la RDA. Durante esos años fue uno de los participantes más destacados de la Oberliga. No obstante, tuvo mala suerte con dos lesiones de larga duración que interrumpieron su carrera entre 1973 y 1975. En otoño de 1977, con treinta años, disputó su último partido de liga; fue el 15 de octubre, en la octava jornada, contra el Wismut Gera, y al igual que sucedió con su debut, se despidió marcando un gol. Era su gol 131, por lo que se convirtió en el máximo goleador del Dinamo Dresde en la historia de la Oberliga. En esos diez años jugó 234 partidos en la máxima categoría, y participó en 37 encuentros de competiciones europeas, en los que consiguió 17 goles.
Su sorprendente retirada a mitad de temporada se debió al recrudecimiento de sus disputas con su entrenador Walter Fritzsch. Este no quería que Kreische jugara por motivos disciplanarios, lo que precipitó su retiro.

## Periodo como entrenador
Nada más terminar su carrera como jugador se incorporó a la plantilla de entrenadores del Dinamo Dresde. En 1980 consiguió su título de profesor de educación física con un trabajo sobre el Dresdner SC. Empezó a trabajar con las categorías inferiores, y en la temporada 1995-96 comenzó a entrenar al primer equipo, que en aquella época militaba en la Regionalliga. Después de siete partidos al final de la temporada, fue despedido el 15 de abril de 1996. En 1997 fundó una escuela de fútbol cerca de Schönfeld-Weißig. En 1998 le contrató la Federación Alemana de Fútbol. Gracias a su escuela de fútbol el Hamburgo S.V. se fijó en él y lo contrató como ojeador. Desde abril de 2010 es el jefe de ojeadores del RasenBallsport Leipzig.

## Éxitos
- Campeón de la DDR-Oberliga: 1971, 1973, 1976, 1977 y 1978.
- Campeón de Copa: 1971.
- Medalla de bronce en las olimpiadas de 1972.
- Ganador del trofeo de jóvenes de la UEFA: 1965.
- Máximo goleador de la DDR-Oberliga: 1971, 1972, 1973 y 1976.
- Futbolista del año de la RDA: 1973.